# ウクライナ国家映画庁
ウクライナ国家映画庁（うくらいなこっかえいがちょう、ウクライナ語：Державне агентство України з питань кіно、略称：Держкіно、英語：Ukrainian State Film Agency）は、ウクライナの中央行政機関であり、ウクライナ閣僚評議会によって指導・調整される。映画産業に関する国家政策の形成と実施を担当する。

## 歴史

### ウクライナの映画産業における国家機関の前史
ウクライナの映画産業を管理する最初の専門機関は、1918年1月に設立されたウクライナ人民共和国（後にウクライナ国）の芸術・国家文化総局に属する映画課で、リュドミラ・スタリツカ＝チェルニャヒフシカが主導した。この映画課の支援により、1918年8月にキーウで「ウクラインフィルム」が株式会社として設立されたが、1919年8月16日にウクライナ・ソビエト社会主義共和国の人民教育人民委員会の収用決定により解散した。
1919年1月、ウクライナ・ソビエト社会主義共和国の人民教育人民委員会は全ウクライナ写真映画委員会を設立したが、映画産業の管理における実質的な独占権はなかった。1919年から1922年にかけて、映画課は人民軍事人民委員会、全ウクライナ革命委員会、赤軍の軍事部隊、地方教育部門などと並行して活動した。
1922年3月13日、写真映画委員会を基盤に全ウクライナ写真映画管理庁（ВУФКУ）が設立され、1922年から1930年までウクライナとクリミアの映画製作、配給、教育を統括する国家独占機関となった。
1930年2月13日、ソビエト連邦人民委員会議の映画製作集中化に関する決議に基づき、ВУФКУはウクライナ人民教育人民委員会から分離され、ソビエト連邦最高国民経済会議の「ソユーズキノ」に編入され、国有ウクライナ映画産業トラスト「ウクラインフィルム」と改称された。
1930年から1945年まで、ウクライナの映画産業はモスクワの連邦機関（1933年以降はソビエト連邦人民委員会議付属映画写真産業総局、1936年以降は芸術問題委員会）に直接従属した。1935年、ウクラインフィルム傘下の映画館は地方の映画写真トラストに移管され、映画配給が製作から分離され、1922年に確立された映画産業の独占原則が解消された。
1938年4月16日、ウクライナ・ソビエト社会主義共和国人民委員会議の決議によりウクラインフィルムは解散し、傘下の映画スタジオや企業は新設されたソビエト連邦人民委員会議付属映画委員会に移管された。
1945年、ウクライナ・ソビエト社会主義共和国人民委員会議付属映画管理庁が設立され（1946年以降はウクライナ閣僚会議付属映画委員会、1947年から1953年まではウクライナ・ソビエト社会主義共和国映画省、1960年以降はウクライナ文化省映画製作総局、1963年以降は文化省付属映画委員会）、映画産業の管理が連邦からウクライナに返還された。1973年、映画委員会はウクライナ閣僚会議付属国家映画委員会（職員163名）に改組され、ウクライナ政府と連邦映画委員会に二重従属した。
1988年8月5日、ウクライナ閣僚会議の「文化産業管理体制に関する決議」により国家映画委員会は廃止され、その機能は文化省の映画芸術・ビデオ文化総局および映画ビデオ配給総局に移管された。
国家映画機関が存在しない中、1991年8月、ユーリー・イリエンコはウクライナ映画国家基金を設立したが、1993年5月13日まで存続した。

### 国家映画庁の再設立
2005年11月22日、ウクライナ閣僚会議の決議第1111号「国家映画サービスの設立について」により、映画産業を専門とする国家機関として国家映画庁（Держкіно）の活動が再開され、初代長官にハンナ・チュミリが任命された。
2011年3月28日、行政改革により国家映画サービスは廃止され、代わりに映画産業に関する国家政策を実施する中央行政機関としてウクライナ国家映画庁が設立された。2014年8月から2019年8月まで、庁長はピリプ・イリエンコが務めた。
国家映画庁の設立以降、映画製作への国家予算は大幅に増加した。2010年の映画予算は2,400万フリヴニャだったが、2011年には1億1,100万フリヴニャ、2012年には1億7,600万フリヴニャに達した。
2011年、国家映画庁は新たなルールに基づく初のピッチングを開催し、専門家の評価に基づいて国家資金を配分した。初めは10本の短編映画が資金提供を受け、その後毎年ピッチングを開催し、若手から著名な映画製作者までが資金を得られるようになった。

## 映画の分類
2015年の改正に基づく国家映画庁の公開した映画の分類基準：
- ДА（児童向け）：子供向け映画。暴力や不適切な表現を含まない。映倫またはACBの「G」・BBFCの「U」に相当。
- ЗА（一般向け）：全年齢向け。映倫またはACBの「G」・BBFCの「U」に相当。
- 12：12歳以上向け。12歳未満は成人の同伴が必要。映倫の「PG12」・BBFCの「PG」または「12A」・ACBの「PG」または「M」に相当。
- 16：16歳未満の視聴禁止。映倫の「R15+」・BBFCの「15」・ACBの「MA15+」に相当。
- 18：18歳未満の視聴禁止。18指定映画は映画館では18時以降、テレビでは22時以降にのみ上映可能。映倫の「R18+」・BBFCの「18」または「R18」・ACBの「R18+」または「X18+」に相当。
- 拒否：国家映画庁の分類を拒否された作品。ウクライナでの上映、広告、配給が禁止。映倫の「R18+」・BBFCの「R18」または「Rejected」・ACBの「X18+」または「RC」に相当。

映画が戦争、暴力、残虐行為の宣伝、またはウクライナの独立性否定を目的とする場合、拒否される可能性がある。

## ロシアおよびソビエト映画の禁止
2014年のウクライナ紛争開始後、国家映画庁はロシアの治安機関を賛美するロシアおよびソビエト映画の上映をウクライナで禁止した。

## 論争
2022年8月、ウクライナ紛争中に、国家映画庁はマリナ・クデルチュク長官の指揮下でドヴジェンコ・センターの再編を命じた。この命令により、ドヴジェンコ・センターの映画コレクションと資産は「ウクライナ映画科学研究センター」（主に高等教育を担当）に移管され、センターの構造から「ウクライナアニメーションスタジオ」が分離され、センターが保有するアニメーションの著作権が移譲される。また、センターの職員に解雇の可能性が通知された。
2022年8月18日のインタビューで、クデルチュク長官は再編の理由を十分に説明できず、戦争中に新機関設立の妥当性を問われ、「活動していなかったが、これから活動する」と答えた。この決定は、ウクライナ軍がロシア連邦軍と戦う中で文化的遺産を脅かすとして、市民社会や映画コミュニティから強い反発を受けた。
市民は請願書や公開声明、議論で反応し、議会の関連委員会は再編の事前通知がなく、実施しないよう勧告した。ドヴジェンコ・センターが2006年から加盟する国際映画アーカイブ連盟（FIAF）は、再編が実施されればウクライナが加盟資格を失うと警告し、ウォロディミル・ゼレンスキー大統領にセンターのコレクションと活動の重要性を訴えた。
2023年夏、調査報道番組スキーム：汚職の詳細は、国家映画庁がロシア映画産業のベテラン ミハエル・シュリヒトの会社に35の配給許可証を発行したと報じた。これに対し、国家映画庁はスキームがロシア人プロデューサーの会社への許可証発行に関する情報を「歪曲」したと非難した。

## 歴代庁長

### 映画課（ウクラインフィルム）
- 1918年：リュドミラ・スタリツカ＝チェルニャヒフシカ

### 全ウクライナ映画委員会
- 1919年：O.アルカトフ

### 全ウクライナ写真映画管理庁
- 1922年–1923年：V.プロコフィエフ
- 1924年–1927年：ザハール・ヘルムノ
- 1927年–1928年：オレクサンドル・シュブ
- 1928年–1930年：イヴァン・ヴォロビヨフ
- 1930年：ペトロ・コシャチュヌィイ
- 1930年：イヴァン・コスィロ

### ウクライナ・ソビエト社会主義共和国映画省
（歴代長の詳細は省略、元記事に記載なし）

### 文化省映画製作総局
（歴代長の詳細は省略、元記事に記載なし）

### ウクライナ・ソビエト社会主義共和国映画委員会
- 1963年–1972年：スヴャトスラフ・イヴァノフ

### ウクライナ・ソビエト社会主義共和国国家映画委員会
- 1972年–1979年：ヴァスィール・ボルシャク
- 1979年–1983年：ユーリー・オレネンコ
- 1983年–1988年：ヴォロディミル・スタドニチェンコ

### ウクライナ映画国家基金
- 1991年–1992年：ユーリー・イリエンコ

### 国家映画サービス
- 2006年–2010年：ハンナ・チュミリ
- 2010年–2011年：リディヤ・クリメンコ（代理）

### ウクライナ国家映画庁
- 2011年–2014年：カテリナ・コピロヴァ
- 2014年–2019年：ピリプ・イリエンコ[20]
- 2019年–2020年：ユリヤ・シェウチュク（代理）[21]
- 2020年–2024年7月5日：マリナ・クデルチュク[22][23][24]
- 2024年7月5日–2025年4月15日：ユリヤ・シェウチュク（代理）[25][26]
- 2025年4月16日–現在：マクシム・アレクサンドロフ（代理）[27]